# Верховцы (Кировоградская область)
Верховцы (укр. Верхівці) — село в Первозвановской сельской общине Кропивницкого района Кировоградской области Украины
Население по переписи 2001 года составляло 13 человек. Почтовый индекс — 27605. Телефонный код — 522. Код КОАТУУ — 3522580902.